# Cheumatopsyche copiosa
Cheumatopsyche copiosa är en nattsländeart som beskrevs av Douglas E. Kimmins 1956. Cheumatopsyche copiosa ingår i släktet Cheumatopsyche och familjen ryssjenattsländor. Inga underarter finns listade i Catalogue of Life.